# مدل هم‌گروه
مدل هم‌گروه (به انگلیسی: cohort model) در روان‌شناسی زبان و عصب‌شناسی زبان یک مدل بازیابی واژگان است که اولین بار توسط ویلیام مارسلن-ویلسون در اواخر دهه ۱۹۷۰ پیشنهاد شد. هدف از این مدل توصیف نحوه نگاشت یک ورودی دیداری یا شنیداری (یعنی شنیدن یا خواندن یک واژه) به یک واژه در فرهنگ واژگان شنونده است. بر اساس مدل، وقتیکه یک فرد قطعات گفتار را به صورت بلادرنگ می‌شنود، هر قطعه هر واژه‌ای که با آن قطعه شروع می‌شود را «فعال می‌کند»، و مادامیکه قطعات بیشتر اضافه می‌شوند، واژه‌های بیشتری حذف می‌شوند، تا زمانیکه فقط یک واژه باقی بماند که با ورودی همخوانی دارد.

## اطلاعات پس‌زمینه
مدل هم‌گروه بر تعدادی از مفاهیم در نظریه بازیابی واژگانی متکی است. یک واژگان، مخزن کلمات در ذهن فرد هستند؛ که شامل واژه‌های آن فرد هستند و مشابه یک فرهنگ لغت ذهنی هستند. یک ورودی واژگانی، همه اطلاعات در مورد یک واژه است و ذخیره واژگانی راهی است که موارد برای بازیابی حداکثری ذخیره می‌شوند. دسترسی واژگانی راهی است که یک فرد به اطلاعات در واژگان ذهنی دسترسی می‌یابد. هم‌گروه یک واژه شامل همه موارد واژگانی است که در یک ترتیب واج اولیه مشترک هستند، و مجموعه کلماتی است که توسط واج‌های اولیه یک واژه فعال‌سازی می‌شوند.

## مدل
مدل هم‌گروه بر اساس مفهومی است که ورودی شنیداری و دیداری به مغز نورون‌ها را در موقع ورود (بجای انتهای واژه) به مغز تحریک می‌کنند. این واقعیت در دهه ۱۹۸۰ و از طریق آزمایش با سایه‌زنی گفتار اثبات شد، در سایه‌زنی گفتار، افراد به یک صدای ضبط شده گوش می‌دادند و به آن‌ها دستور داده می‌شد که آنچه که را که دقیقاً شنیده بودند را به صدای بلند، و به بیشترین سرعت ممکن، تکرار کنند؛ مارسلن-ویلسون به این نتیجه رسید که افراد قبل از اتمام پخش واقعی صدا شروع به تکرار آن واژه می‌کنند، که این موضوع پیشنهاد کننده آن بود که واژه در واژگان شنونده قبل از آنکه کل واژه شنیده شود، فعال شده بوده‌است. یافته‌هایی مثل این، باعث شد که مارسلن-ویلسون مدل هم‌گروهی را در ۱۹۸۷ پیشنهاد بدهد.
مدل هم‌گروهی شامل سه گام است: دسترسی، انتخاب، و ادغام. در این مدل، بازیابی واژگانی شنیداری با اولین یا دوتا قطعه گفتاری اول، یا واج، که یه گوش شنونده می‌رسد شروع می‌شود، که در آن وقت واژگان ذهنی هر واژه ممکن که با آن قطعه گفتاری شروع می‌شود را فعال می‌کند. این موضوع در طول گام دسترسی بوقوع می‌پیوندد، و به همه واژه‌های ممکن یک هم‌گروه گفته می‌شود. به کلماتی که فعال می‌شوند ولی واژه مورد نظر نیستند، رقیب گفته می‌شود. شناسایی واژه هدف وقتیکه رقیب بیشتر باشد سخت‌تر می‌شود. مادامیکه قطعات گفتاری بیشتر به گوش وارد می‌شود، و نورون‌های بیشتری را تحریک می‌کند، این موضوع باعث می‌شود که رقبایی که دیگر با ورودی تطبیق ندارند، حذف شوند یا میزان فعال‌سازی‌شان کم شود. به فرایندی که در آن واژه‌ها فعال می‌شوند و رقبا در مدل هم‌گروه حذف می‌شوند، معمولاً انتخاب و فعال‌سازی یا شناسایی و رقابت گفته می‌شود. این فرایندها تا زمانی ادامه می‌یابند که به یک نقطه شناسایی برسیم، که در آن فقط یک واژه فعال هست و همه رقبا حذف شده‌اند. فرایند نقطه شناسایی در حدود اولین ۲۰۰ یا ۲۵۰ میلی‌ثانیه ورود واژه معین شروع می‌شود. که به آن نقطه یکتا هم گفته می‌شود، و نقطه‌ای است که بیشترین پرازش در آن رخ می‌دهد. بعلاوه، قبل و بعد از آنکه واژه به نقطه شناسایی می‌رسد، در نحوه پردازش آن کلمه تفاوت‌هایی وجود دارد. می‌توان پردازشی را که قبل از رسیدن به نقطه شناسایی است را پایین-به-بالا دید، که در آن از واج‌ها برای دسترسی به واژگان استفاده می‌شود. فرایند بعد از نقطه شناسایی، بالا-به-پایین است، زیرا اطلاعات مربوط به واژه انتخاب شده در برابر واژه ارائه شده آزمون می‌شود. مرحله انتخاب وقتی رخ می‌دهد که فقط یک واژه در مجموعه باقی بماند. در نهایت، در گام ادغام، ویژگی‌های معنایی و نحوی واژه‌های فعال‌شده برای نمایش سطح-بالای آن سخن تجمیع می‌شوند.

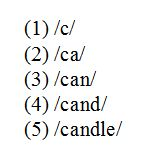
قطعه‌های افزایشی برای کلمه "candle"

برای مثال، در شناسایی شنیداری واژه «candle»، این گام‌ها رخ می‌دهد. وقتیکه شنونده دو واج اولیه /k/ و /æ/ (شماره ۱ و ۲ در تصویر) را می‌شنود، او کلمه "candle" را همراه با رقیب‌هایی مثل "candy" ,"canopy" ,"cattle" و بسیاری دیگر را فعال می‌کند. وقتیکه واج /n/ اضافه می‌شود، (شماره ۳ در تصویر) "cattle" حذف می‌شود؛ با /d/ واژه "canopy" حذف می‌شود؛ و این فرایند تا زمان نقطه شناسایی ادامه می‌یابد، که واج نهایی /l/ برای "candle" می‌رسد (شماره ۵ در تصویر). نقطه شناسایی نیازی نیست که همیشه واج آخرین آن کلمه باشد؛ مثلاً نقطه شناسایی "slander"، در واج /d/ رخ می‌دهد (زیرا هیچ واژه انگلیسی دیگری با "sland-" شروع نمی‌شود)؛ یا مثلاً همه رقبای کلمه "spaghetti" تا زمان /spəɡ/ حذف شده‌اند؛ جروم پاکارد اثبات کرد که نقطه شناسایی کلمه چینی huŏchē (یعنی «قطار») قبل از huŏch- رخ می‌دهد؛ و یک مطالعه برجسته توسط پینی زویتسرلود اثبات کرد که نقطه شناسایی واژه هلندی kapitein (کاپیتان) در حرف صدادار قبل از /n/ نهایی قرار دارد.
از زمان پیشنهاد اولیه، مدل برای مجوزدهی به نقش بافت برای کمک به شنونده برای حذف رقبا تنظیم شده‌است، و این واقعیت که فعال‌سازی برای عدم‌تطبیق صوتی اندک که به علت همگونی رخ می‌دهد «تحمل‌پذیر» است. (ویژگی که در آن صداهای زبان اندکی توسط صداهای قبل و بعد از آن‌ها تغییر می‌کنند).

## شواهد تجربی
بیشتر مدارک طرفدار مدل همگروهی از مطالعات اثر پیش‌زمینه می‌آید، که در آن یک واژه پیش‌زمینه به یک فرد ارائه می‌شود، و سپس بلافاصله توسط یک واژه هدف ادامه می‌یابد، و از فرد خواسته می‌شود که شناسایی کند که آیا واژه هدف یک واژه واقعی بوده‌است یا نه؛ نظریه پشت الگوی پیش‌زمینه آن است که اگر کلمه در واژگان ذهنی فرد فعال‌شده باشد، آن وقت فرد باید بتواند به واژه هدف سریع‌تر پاسخ بدهد. اگر فرد سریع‌تر پاسخ داد، گفته می‌شود که کلمه هدف توسط واژه پیش‌زمینه آماده شده‌است. چندین مطالعه پیش‌زمینه یافته‌است که وقتیکه یک محرک که به نقطه شناسایی نرسیده‌است ارائه شود، چندین واژه هدف همه آماده‌سازی می‌شوند، درحالیکه اگر یک محرک نقطه شناسایی رد شده ارائه شود، فقط یک واژه آماده‌سازی می‌شود. برای مثال، در مطالعه پینی زویتسرلود برای زبان هلندی، کلمات kapitein (کاپیتان) و kapitaal (یعنی سرمایه یا پول) مقایسه شدند. در این مطالعه، ریشه kapit- هم boot (کلمه boat که از نظر معنایی با kapitein مرتبط است) و هم geld (یعنی پول که از نظر معنایی با kapitaal مرتبط است) را آماده‌سازی کرد، که پیشنهاد می‌دهد که هر دو ورودی واژگانی فعال‌سازی شده‌اند؛ واژه کامل kapitein از جهت دیگر فقط boot را آماده‌سازی کرد و نه geld را. بعلاوه، آزمایش‌ها نشان داد که در فعالیت‌هایی که در آن افراد باید بین کلمات و غیرکلمه تمایز قایل شوند، زمان واکنش برای کلمات بلندتری که نقطه تمایز واجی زودتری در کلمه دارند، سریعتر بود. برای مثال، تمایز بین Crocodile و Dial، نقطه شناسایی برای تمایز بین دو کلمه در واج /d/ در Crocodile بود که بسیار زودتر از صدای /l/ در Dial است.
آزمایش‌های بعدی مدل را اصلاح کردند. برای مثال، بعضی مطالعات نشان دادند که «سایه‌زن‌ها» (افرادی که به محرک صوتی گوش می‌دادند و تا آنجا که ممکن است سریع تکرار می‌کردند) وقتیکه کلمات بهم‌می‌ریختند نمی‌توانستند به سرعت سایه بزنند، زیرا آن کلمات معنی نمی‌دادند؛ این نتایج پیشنهاد می‌کردند که ساختار جمله و بافت گفتار هم در فرایند فعال‌سازی و انتخاب مشارکت دارند.
پژوهش با دوزبانه‌ها به این نتیجه رسید که تشخیص کلمه از تعداد همسایه‌ها در هر دو زبان تأثیر می‌پذیرد.